# Pita (Präfektur)

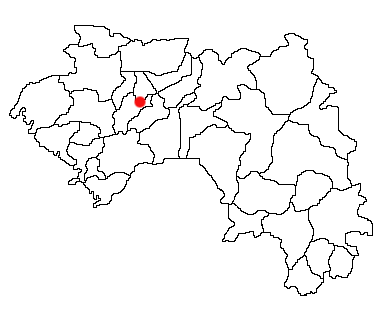
Lage von Stadt und Präfektur Pita in Guinea

Pita ist eine Präfektur in der Region Mamou in Guinea mit etwa 264.000 Einwohnern. Wie alle guineischen Präfekturen ist sie nach ihrer Hauptstadt, Pita, benannt.
Die Präfektur liegt in der Mitte des Landes im Bergland von Fouta Djallon und umfasst eine Fläche von 4.000 km².